# Wilhelm Kißkalt
Wilhelm Kißkalt (* 21. August 1873 in Würzburg; † 14. Februar 1958 in München) war ein deutscher Versicherungsmanager.

## Leben
Wilhelm Kißkalt, ein Sohn von Johann Michael Kißkalt, der am 12. Februar 1872 das renommierte Hotel Schwan in Würzburg erworben hatte, studierte an den Universitäten Würzburg und Berlin Rechtswissenschaften. 1892 wurde er Mitglied des Corps Bavaria Würzburg. Nach dem Studium war er zunächst im bayerischen Justizdienst tätig. 1901 ließ er sich als Rechtsanwalt in München als Sozius von Hermann Pemsel nieder, der ihn 1909 in den Vorstand der Münchener Rückversicherungs-Gesellschaft AG holte. 1918 wurde er zum stellvertretenden Vorsitzenden des Vorstandes und 1922 zum Generaldirektor und Vorstandsvorsitzender der Münchener Rückversicherungs-Gesellschaft als Nachfolger von Carl von Thieme berufen. 1923 wurde unter seiner Führung die Union Rückversicherungs-Gesellschaft in Zürich gegründet, die später entscheidende Bedeutung bei der Aufrechterhaltung des Auslandsgeschäftes während des Zweiten Weltkrieges erlangte. 1938 übergab er den Vorstandsvorsitz an Kurt Schmitt und wurde stellvertretender Vorsitzender des Aufsichtsrates. Nach dem Zweiten Weltkrieg war er zunächst beratend für die Münchener Rück tätig. 1950 wurde er zum Ehrenvorsitzenden des Aufsichtsrates ernannt.
Kißkalt war weiterhin Aufsichtsratsvorsitzender der Hermes Kreditversicherungsbank AG in Berlin und stellvertretender Aufsichtsratsvorsitzender der Karlsruher Lebensversicherungsbank AG in Karlsruhe. Er gehörte den Aufsichtsräten der Allianz und Stuttgarter Verein Versicherungs AG in Berlin, der Allianz und Stuttgarter Lebensversicherungsbank AG in Stuttgart und Berlin, der Bayerischen Versicherungsbank AG in München, der Vereinigten Berlinischen und Preußischen Lebens-Versicherungs-AG in Berlin und verschiedener anderer Versicherungen in Deutschland, Österreich, Ungarn, den Niederlanden und der Schweiz an. Außerdem war er Aufsichtsratsmitglied der Darmstädter und Nationalbank KGaA in Berlin.
Kißkalt war 1922 Gründungsmitglied der Münchener Universitätsgesellschaft und wurde deren 1. Vorsitzender. Er war Mitbegründer, Ehrensenator und Vorsitzender des Ausschusses für Aktienrecht der Akademie für Deutsches Recht. Kißkalt trat zum 1. Mai 1933 der NSDAP bei (Mitgliedsnummer 3.209.891).
Sein Bruder war der Hygieniker Karl Kißkalt. Seine Schwester war Malerin in Würzburg.
Im Münchner Stadtteil Schwabing direkt am Hauptsitz der Münchener Rück wurde ein Platz nach ihm benannt. Die Umbenennung des Platzes wurde vom Bezirksausschuss Schwabing-Freimann bereits 2014 und 2016 beantragt.

## Auszeichnungen
- Ernennung zum Geheimen Justizrat
- Ehrendoktorwürde eines Dr. rer. pol. h. c.
- Ehrenbürger der Ludwig-Maximilians-Universität München

## Schriften
- Probleme der deutschen Zahlungsbilanz, Teil 1. 1924.
- Erinnerungen an die Münchener Rück. Garmisch 1953 (vervielf. MS, Bibliothek der Münchener Rückversicherung).